# كريستيان ويلسون
كريستيان ويلسون (11 سبتمبر 1982 في المملكة المتحدة - )  (بالإنجليزية: Kristian Wilson)‏ هو لاعب كريكت بريطاني. لعب مع Dorset County Cricket Club ‏.